# جواد العلمي
جواد العلمي ممثل مغربي من مواليد درب السلطان بمدينة الدارالبيضاء سنة 1977، يعتبر من الممثلين الشباب البارزين على الساحة الوطنية حاصل على دراسات عليا في القانون العام -علوم سياسية-، شارك في عدة أفلام ومسلسلات تلفزية بالإضافة إلى أعمال مسرحية، حصل على أول بطولة مطلقة من خلال فيلم سوق النسا مع الممثلة سناء عكرود وأبان عندها على استحقاقه لها لتتوالى أعماله وشهرته بعدها.

## أعماله

### أفلام
- سوق النساء
- وحدة من بزاف

### مسلسلات
- 2006 - 2009: البعد الآخر
- مبارك ومسعود
- العام طويل
- Agatha christie's poirot : Appointment with death
- حياتي
- عز المدينة